# Investigación legal
La investigación legal es "el proceso de identificar y recuperar la información necesaria para respaldar la toma de decisiones legales. En su sentido más amplio, la investigación jurídica comprende cada paso de un curso de acción que comienza con un análisis de los hechos de un problema y concluye con la aplicación y comunicación de los resultados de la investigación.”
Los procesos de investigación jurídica varían según el país y el ordenamiento jurídico de que se trate. La investigación jurídica implica tareas como:
1. Encontrar fuentes primarias de derecho, o autoridad primaria, en una jurisdicción determinada (casos, estatutos, reglamentos, etc.).
2. Búsqueda de autoridad secundaria, para información de antecedentes sobre temas legales. Las autoridades secundarias pueden presentarse en muchas formas (por ejemplo, revisiones de leyes, diccionarios legales, tratados legales y enciclopedias legales como American Jurisprudence y Corpus Juris Secundum).
3. Buscar fuentes no legales para obtener información de investigación o de apoyo.

La investigación jurídica la realiza cualquier persona que necesite información jurídica, incluidos abogados, bibliotecarios jurídicos y asistentes jurídicos. Las fuentes de información legal van desde libros impresos hasta sitios web gratuitos de investigación legal (como el Instituto de Información Legal de la Facultad de Derecho de Cornell, Findlaw.com, Martindale Hubbell o CanLII) y portales de información para proveedores de bases de datos de tarifas como Wolters Kluwer, LexisNexis, Westlaw, Lex Intell, VLex y Ley Bloomberg. Las bibliotecas de derecho de todo el mundo brindan servicios de investigación para ayudar a sus usuarios a encontrar la información legal que necesitan en facultades de derecho, bufetes de abogados y otros entornos de investigación. Muchas bibliotecas e instituciones jurídicas brindan acceso gratuito a la información jurídica en la web, ya sea individualmente o a través de acciones colectivas, como con el Movimiento de Acceso Libre a la Ley.

## Bases de datos y herramientas de software

### De uso gratuito
Aunque muchas jurisdicciones publican leyes en línea, a menudo se accede a la jurisprudencia a través de bases de datos en línea especializadas. Los servicios de libre acceso, a través del movimiento legal libre, incluyen: Instituto de Información Legal de Australasia, Instituto de Información Legal Británico e Irlandés, CanLII, Law Library Resource Xchange, Instituto de Información Legal, Lex Intell y LexML Brasil. Google ofrece una base de datos de búsqueda gratuita de jurisprudencia federal y estatal como parte de Google Scholar.

### Comercial
Los servicios comerciales de investigación jurídica incluyen tanto fuentes primarias como secundarias. Los servicios comerciales pueden ser específicos de cada país, internacionales o comparativos. A partir de 2010, las herramientas de investigación legal comercial en los Estados Unidos generaron ingresos estimados en $ 8 mil millones por año.
Algunos gobiernos también brindan acceso a ciertos recursos a través de bases de datos pagas, como el sistema legal PACER de los Estados Unidos.

## Proveedores de investigación legal de terceros
Se sabe que la investigación legal requiere mucho tiempo y esfuerzo, y el acceso a las bases de datos de investigación legal en línea puede ser costoso. En consecuencia, con la debida consideración a las preocupaciones éticas, los bufetes de abogados y otros profesionales pueden recurrir a proveedores de investigación legal de terceros para subcontratar sus necesidades de investigación legal.